# Salpensa
Salpesa fou una ciutat de la Bètica romana, localitzada dins de l'actual terme municipal d'Utrera (Sevilla), a la zona de Casa Coria, amb nucli principal al turó de Casar.
El seu període més pròsper va poder coincidir amb l'època flàvia, quan després de concedir-se el dret llatí a Hispania, se li va donar una llei municipal. Va encunyar moneda pròpia de la qual s'han trobat exemplars per la zona.
L'anomenada Lex Salpensa va ser localitzada a Màlaga a mitjan segle xix, concretament el 1851, en una taula de bronze, enterrada al costat de la llei d'aquesta ciutat.
En aquesta mateixa zona es va emplaçar posteriorment el districte musulmà de Facialcázar.